# Coldău, Bistrița-Năsăud
Coldău (maghiară Várkudu - înainte de 1910: Kudu; germană Goldau) este un sat ce aparține orașului Beclean din județul Bistrița-Năsăud, Transilvania, România.

## Istorie
- Zona satului Coldău a fost locuită încă de la sfârșitul Epocii Bronzului.
- Prima atestare documentara este din 1235 ca sat maghiar catolic sub numele Koldó, care este o formă arhaică a cuvântului köldö care în maghiară înseamnă: "buric", "centru".
- În Secolul al XIV-lea aparținea Familiei Bánffy.
- În perioada Reformei locuitorii satului îmbrățișează Biserica Reformată
- În 1704 a fost prădat de haiducii lui Tiege și a rămas pustiu până în 1713.
- În 1716 se construiește Biserica Reformată, deoarece cea din Cristeștii Ciceului fusese recatolicizată. Mai târziu s-a înființat și o biserică catolică.
- Începând cu Secolul al XVIII-lea se stabilesc în sat primii români.
- La inițiativa arheolologului Zsófia Torma este construită școala în 1875.
- O parte dintre locuitorii maghiari a trecut mai târziu la Biserica Adventistă

## Personalități
S-au născut în Coldău:
- 1670: Ferenc Soós, episcop reformat.
- 1829: Károly Torma, arheolog.
- 1871: Dániel Konrádi, medic și bacteriolog.
- 1927: János Bartha, lingvist.

## Demografie
- La recensământul din 1910 populația satului era de 602 de locuitori. Din punct de vedere etnic majoritari sunt 421 de maghiari urmați de care 181 de români.
- La recensământul din 2002 populația satului era de 725 de locuitori. Din punct de vedere etnic majoritari sunt 371 de maghiari urmați de care 354 de români. Din punct de vedere confesional nu există majoritate, s-au declarat: 328 Ortodocși, 286 Reformați, 49 Romano-catolici, 33 Adventiști de ziua a șaptea, iar 29 nu au dorit să-și  declare credința.

Componența etnică a satului Coldău(2002)
     Maghiari (51,17%)
     Români (48,82%)
Componența etnică a satului Coldău(1910)
     Maghiari (69,93%)
     Români (30,06%)
Componența confesională a satului Coldău(2002)
     Ortodocși (45,24%)
     Reformați (39,44%)
     Romano-catolici (6,75%)
     Adventiști de ziua a șaptea (4,55%)
     Necunoscută (4%)